# 尾小屋鉄道
尾小屋鉄道（おごやてつどう）は、石川県小松市の新小松駅から同市尾小屋駅までを結んでいた軽便鉄道である。

## 概要
尾小屋鉄道は、尾小屋鉱山の鉱山鉄道として建設された。
尾小屋鉱山は、17世紀末 - 18世紀初頭に金山として開発された鉱山だが、その後廃鉱となっていた。明治時代になってから銅山として改めて注目され、細々とした採掘の末、1886年（明治19年）の新鉱脈の発見から大きく発展した。閉山は1971年（昭和46年）。
尾小屋鉄道は、この尾小屋鉱山の鉱山鉄道として1919年（大正8年）から1920年（大正9年）にかけて開通した。全線非電化で762mm軌間を採用した軽便鉄道であった。太平洋戦争中の陸運統制令による石川県内の鉄道路線統合からも外れ鉱山鉄道として独立を保った。年間利用者数のピークは、1961年（昭和36年）の113万人。
最末期には、収入の3倍もの経費がかかる膨大な赤字状態となり、1977年（昭和52年）に廃止。遊覧用に作られた西武山口線を除くと、旅客営業を行う非電化の軽便鉄道としては日本国内で最後まで残った路線であり、廃止の際には注目を集めた。
なお、当鉄道を経営していた尾小屋鉄道株式会社は、鉄道廃止後に小松バス株式会社と社名を変更、2021年7月に加賀温泉バス株式会社と合併し北鉄加賀バス株式会社となった（存続法人は加賀温泉バス）。 

### 路線データ
- 路線距離（営業キロ）：16.8km
- 軌間：762mm
- 駅数：16駅（起終点駅含む）
- 複線区間：なし（全線単線）
- 電化区間：なし（全線非電化）
- 閉塞方式：票券閉塞式（末期の金平 - 尾小屋間はスタフ閉塞式）

## 歴史
- 1916年（大正5年）8月17日：免許取得（正田順太郎[注 1]）[5]
- 1917年（大正6年）6月22日：工事着工
- 1919年（大正8年）
  - 11月3日：一部竣工
  - 11月26日：竣工区間（尾小屋-新小松間）を開業（旅客および手小荷物）[6]
- 1920年（大正9年）
  - 4月1日：貨物取扱い開始 [7]
  - 5月10日：全線を竣工

当初、駅は新小松、吉竹、花坂、五国寺（ごこうじ[8]、のち西大野）、六橋（ろくきょう[8]、のち金野町）、金平、沢、波佐羅、観音下、倉谷口、尾小屋の11駅
  - 6月4日：正田順太郎より合名会社横山鉱業部への権利譲渡が申請される[注 2]
  - 6月11日：横山鉱業部への譲渡が許可され[9]、横山鉱業部鉄道となる
- 1929年（昭和4年）
  - 6月22日[10] 尾小屋鉄道株式会社設立（取締役横山芳松）[11]
  - 7月2日：横山鉱業部鉄道が鉄道敷設権を尾小屋鉄道株式会社に譲渡[12]
- 1936年（昭和11年）7月：日本鉱業（現JX金属）の系列会社となる
- 1937年（昭和12年）2月：内燃動力併用認可
- 1950年（昭和25年）12月20日：一般乗合旅客自動車運送事業の免許
- 1954年（昭和29年）9月5日：西吉竹、大杉谷口、長原の3駅を開設
- 1958年（昭和33年）9月30日：遊園地前駅を開設
- 1960年（昭和35年）7月8日：塩原駅を開設
- 1962年（昭和37年）9月：日本鉱業が経営から手を引き、名古屋鉄道の系列会社となる
- 1971年（昭和46年）：尾小屋鉱山閉山
- 1977年（昭和52年）
  - 3月20日：全線廃止。当時、当地は大豪雪に襲われており、最終運行日のこの日は列車は全て倉谷口で折り返し。倉谷口 - 尾小屋間は不通のまま廃止となった[4]。
  - 6月：尾小屋鉄道株式会社が、小松バス株式会社に社名変更

## 運行形態
1973年5月の時点で、旅客列車1日16往復、貨物列車および混合列車の設定はなかった（1974年9月1日のダイヤ改正で、8往復に減便された）。交換設備は、吉竹駅・西大野駅・金平駅・観音下駅にあったが、吉竹駅のそれは側線扱いで同駅での閉塞取り扱いは行われず、臨時列車や工事列車の運行で必要のある時にのみ臨時扱いで交換が行われた。
なお、通常は新小松 - 金平間と金平 - 尾小屋間の2区間に閉塞が併合されており、また1966年頃には西大野・観音下の両駅は駅員無配置となっていた。ただし、朝の通勤時に運転される尾小屋発の第4列車が両駅での交換を必要とするので、係員を派遣して閉塞を取り扱った。1971年3月以降には閉塞が新小松 - 金平間と金平 - 尾小屋間の2区間に統合され、列車の交換が行われるのは金平駅のみとなった。さらに1974年9月になると金平も昼間の列車交換がなくなり、それに伴って無人化され、朝夕の列車交換時にはOBの嘱託職員がポイントの切り替えを行った。

## 駅一覧

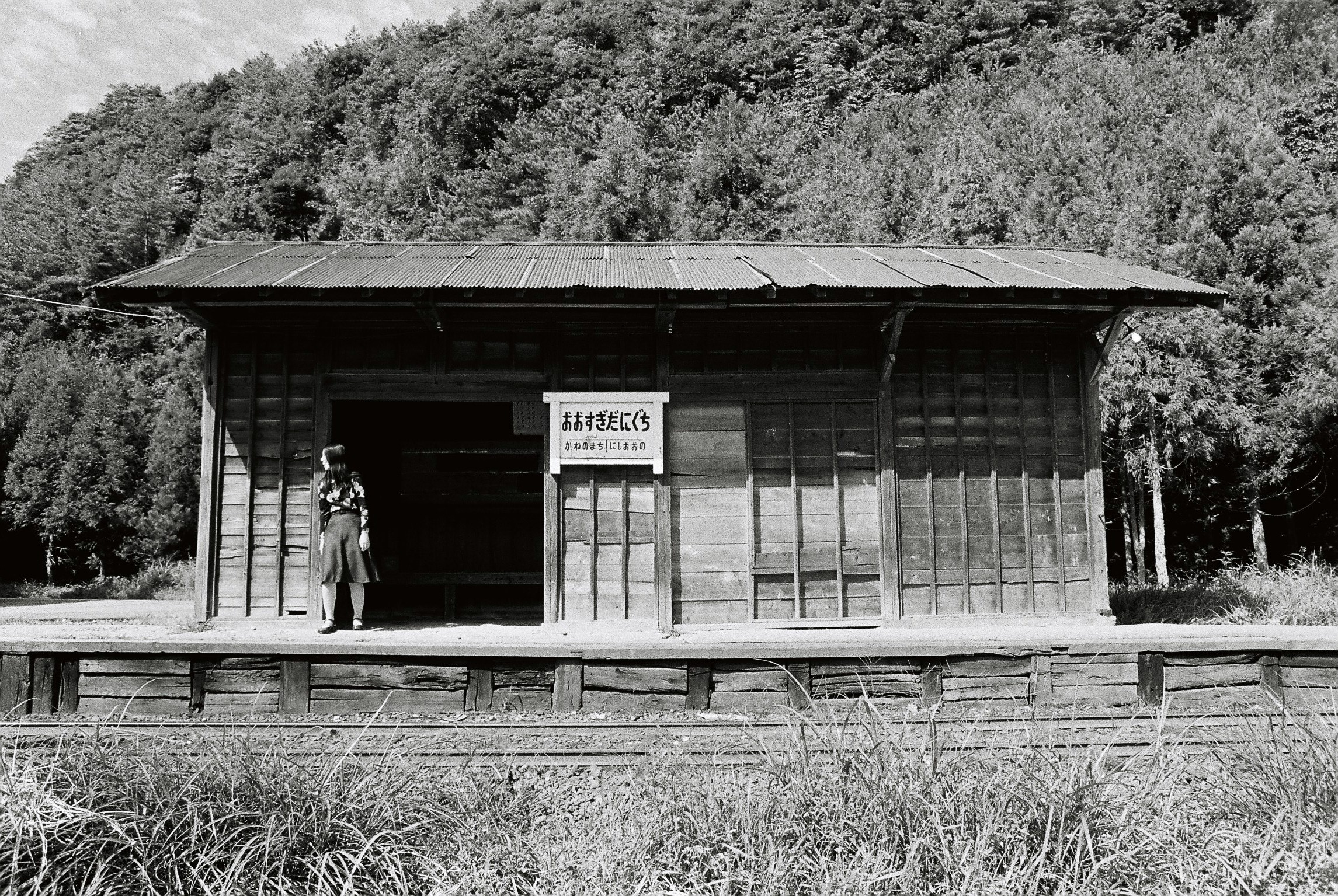
大杉谷口駅

駅名および所在地は廃止時点のもの。全駅石川県に所在。
凡例
線路 … ◇・V：列車交換可、｜：列車交換不可
| 駅名                           | 駅間キロ | 営業キロ | 接続路線                                  | 線路 | 所在地           | 駅名読みの 出典 |
| ------------------------------ | -------- | -------- | ----------------------------------------- | ---- | ---------------- | --------------- |
| 新小松（しんこまつ）駅         | -        | 0.0      | 国鉄：北陸本線 北陸鉄道：小松線（小松駅） | V    | 小松市日の出町   | [ 13 ]          |
| 西吉竹（にしよしたけ）駅       | 2.7      | 2.7      |                                           | ｜   | 小松市吉竹町     | [ 13 ]          |
| 吉竹（よしたけ）駅             | 0.4      | 3.1      |                                           | ｜   | 小松市吉竹町     | [ 13 ]          |
| 遊園地前（ゆうえんちまえ）駅   | 1.0      | 4.1      |                                           | ｜   | 小松市若杉町     | [ 13 ]          |
| 花坂（はなさか）駅             | 1.3      | 5.4      |                                           | ｜   | 小松市花坂町     | [ 13 ] [ 14 ]   |
| 西大野（にしおおの）駅         | 0.9      | 6.3      |                                           | ◇    | 小松市大野町     | [ 13 ]          |
| 大杉谷口（おおすぎだにぐち）駅 | 0.9      | 7.2      |                                           | ｜   | 小松市金平町     | [ 8 ] [ 15 ]    |
| 金野町（かねのまち）駅         | 0.5      | 7.7      |                                           | ｜   | 小松市金平町平野 | [ 16 ]          |
| 金平（かなひら）駅             | 1.3      | 9.0      |                                           | ◇    | 小松市金平町尾谷 | [ 13 ]          |
| 沢（さわ）駅                   | 1.7      | 10.7     |                                           | ｜   | 小松市沢町       | [ 13 ]          |
| 塩原（しおはら）駅             | 0.5      | 11.2     |                                           | ｜   | 小松市塩原町     | [ 13 ]          |
| 波佐羅（はさら）駅             | 0.9      | 12.1     |                                           | ｜   | 小松市波佐羅町   | [ 13 ]          |
| 観音下（かながそ）駅           | 0.7      | 12.8     |                                           | ◇    | 小松市観音下町   | [ 17 ]          |
| 倉谷口（くらたにぐち）駅       | 2.0      | 14.8     |                                           | ｜   | 小松市尾小屋町   | [ 13 ]          |
| 長原（ながはら）駅             | 1.1      | 15.9     |                                           | ｜   | 小松市尾小屋町   | [ 13 ]          |
| 尾小屋（おごや）駅             | 0.9      | 16.8     |                                           | ｜   | 小松市尾小屋町   | [ 13 ]          |

## 輸送・収支実績
| 年度 | 輸送人員（人） | 貨物量（トン） | 営業収入（円） | 営業費（円） | 営業益金（円） | その他益金（円）  | その他損金（円） | 支払利子（円） |
| ---- | -------------- | -------------- | -------------- | ------------ | -------------- | ----------------- | ---------------- | -------------- |
| 1920 | 132,358        | 17,964         | 57,398         | 35,664       | 21,734         |                   | 財産償却金21,000 |                |
| 1921 | 201,415        | 46,906         | 127,797        | 75,750       | 52,047         |                   |                  |                |
| 1922 | 146,963        | 29,230         | 81,974         | 50,589       | 31,385         |                   |                  |                |
| 1923 | 174,016        | 27,474         | 84,392         | 55,095       | 29,297         |                   | 155,408          |                |
| 1924 | 190,125        | 24,372         | 81,145         | 57,607       | 23,538         |                   |                  |                |
| 1925 | 199,986        | 22,586         | 80,870         | 53,752       | 27,118         |                   |                  |                |
| 1926 | 190,266        | 21,157         | 73,769         | 59,181       | 14,588         |                   |                  |                |
| 1927 | 191,492        | 22,695         | 77,335         | 56,818       | 20,517         |                   |                  |                |
| 1928 | 191,422        | 18,813         | 71,734         | 57,448       | 14,286         |                   |                  |                |
| 1929 | 65,880         | 5,910          | 20,295         | 15,880       | 4,415          |                   |                  |                |
| 1929 | 100,170        | 9,180          | 38,299         | 21,997       | 16,302         |                   | 償却金2,679      |                |
| 1930 | 181,308        | 15,994         | 67,729         | 52,439       | 15,290         |                   |                  |                |
| 1931 | 130,376        | 9,719          | 45,783         | 44,154       | 1,629          |                   |                  |                |
| 1932 | 99,912         | 11,506         | 43,899         | 44,308       | ▲ 409          |                   | 雑損16,209       | 418            |
| 1933 | 102,175        | 16,666         | 50,025         | 38,874       | 11,151         |                   | 雑損4,745        | 140            |
| 1934 | 109,432        | 16,278         | 51,103         | 43,020       | 8,083          |                   |                  |                |
| 1935 | 121,487        | 12,829         | 48,819         | 45,134       | 3,685          | 減資差益金250,000 | 償却金252,592    |                |
| 1936 | 186,576        | 23,464         | 71,437         | 67,057       | 4,380          |                   | 雑損8            |                |
| 1937 | 238,070        | 32,757         | 69,040         | 64,957       | 4,083          |                   |                  |                |
| 1939 | 299,392        | 24,462         |                |              |                |                   |                  |                |
| 1941 | 417,527        | 40,553         |                |              |                |                   |                  |                |
| 1945 | 615,725        | 15,380         |                |              |                |                   |                  |                |
| 1952 | 579,470        | 18,430         |                |              |                |                   |                  |                |
| 1958 | 930千          | 1,047          |                |              |                |                   |                  |                |
| 1963 | 959千          | 392            |                |              |                |                   |                  |                |
| 1966 | 905千          | 322            |                |              |                |                   |                  |                |
| 1970 | 496千          | 246            |                |              |                |                   |                  |                |

- 鉄道省鉄道統計資料、鉄道統計資料、鉄道統計、国有鉄道陸運統計、地方鉄道軌道統計年報、私鉄統計年報各年度版
- 1929年度横山鉱業部、尾小屋鉄道併記

## 車両
主な車両は以下の通り。

### 機関車

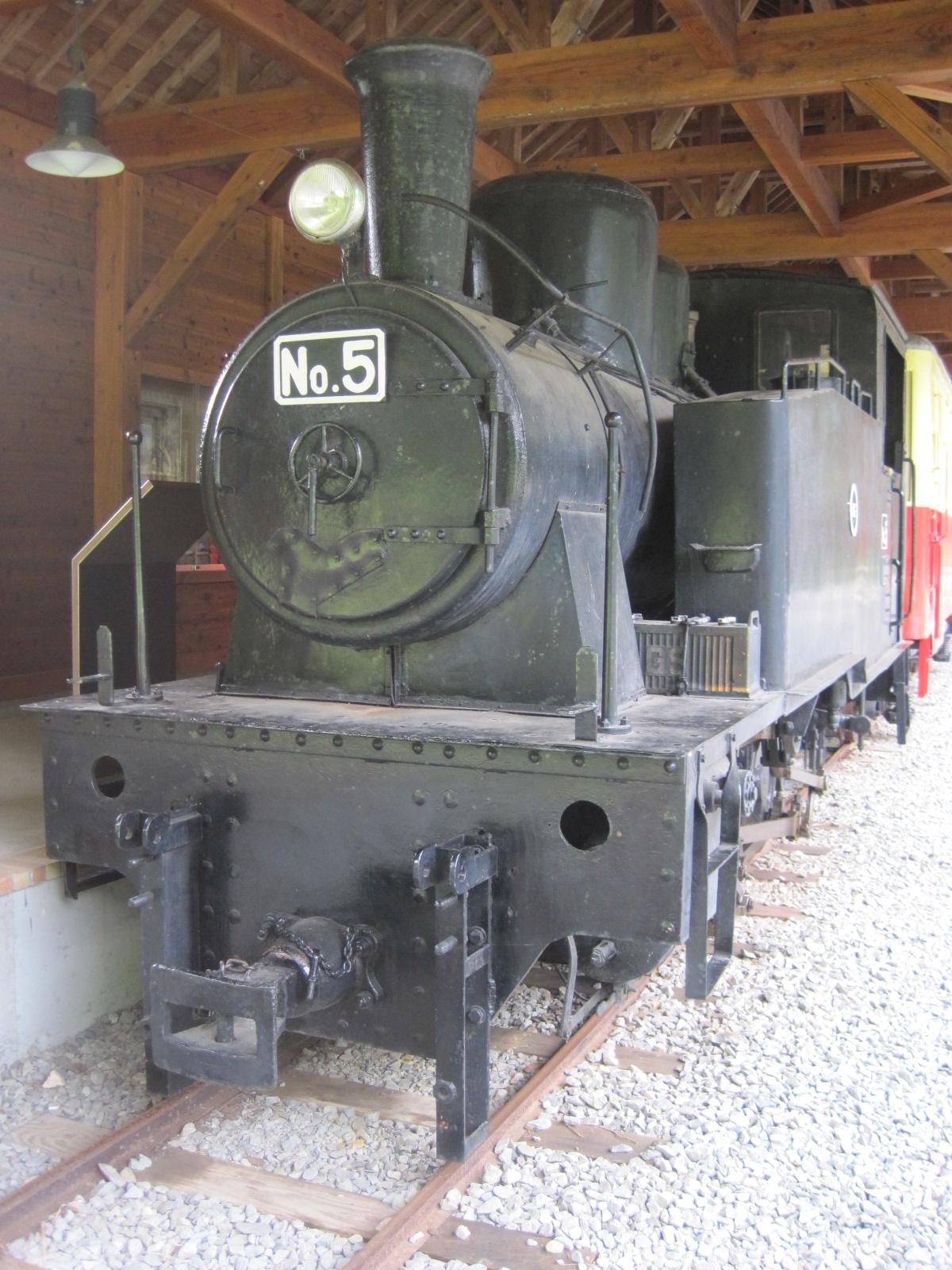
機関車5号（2代目）

1号
1917年12月大日本軌道製の飽和式タンク式蒸気機関車。下回りの一部をDC121に流用したとされるが、実質的には下取りであり、部品が実際に流用されたかどうかは不明。
2号
1917年12月大日本軌道製の飽和式蒸気機関車。DC122の増備により1958年（昭和33年）に廃車された。
3号
1941年8月本江機械製作所製14t C型飽和式タンク式蒸気機関車。
5号（初代）
戦時中の1943年（昭和18年）頃、日本鉱業千歳鉱山軌道から転用されたB型テンダー蒸気機関車。戦局が悪化した混乱期の移動でもあり、運輸通信省への申請はもとより、両社の間でも譲渡・転籍の正式な手続きが行われなかった模様。このような経緯から車籍は無く、「5号」というのは現場での通称と言うことになる。入線後は非力なためほとんど使用されず、戦後は新小松構内に放置された後、1948年（昭和23年） - 1949年（昭和24年）頃に解体されたと言う。
5号（2代）
公式には1949年3月立山重工業製14.5t C型飽和式タンク式蒸気機関車（制動装置：蒸気制動・手用）。C155とも。地方鉄道向けのものとしては最後の日本製蒸気機関車となった。末期にはファン・トリップで走る程度ではあったが、車籍は路線廃止時まで残されていた。1972年には三重県の長島温泉遊園地の「長島温泉SLランド」にハフ1・2とともに貸し出されて走行したこともある。廃線後は石川県立尾小屋鉱山資料館改め小松市立ポッポ汽車展示館で保存されている。
DC121
1952年10月協三工業製。丸みを帯びたボディを持つ12t C型機械式ディーゼル機関車。エンジンとして三菱ふそうDF2Lディーゼルエンジンを搭載し、機械式変速機を経て第3動軸へギアボックス経由で伝達された動力を、第1・2動軸へサイドロッドを用いて伝達するロッド式の駆動システムを備える。廃線後はいしかわ子ども交流センター小松館にある「なかよし鉄道」で動態保存されている。
DC122
1958年10月協三工業製。角ばったボディを持つ12t C型機械式ディーゼル機関車。エンジンと駆動システムはDC121のそれを踏襲し、DF2L + ロッド式となっている。廃線後は東京大学鉄道研究会の出身者らでつくる赤門軽便鉄道保存会の会員有志の所有（後述のキハ2・ホハフ7とは異なり同会自体の所有ではない）となり、保存を開始した1978年（昭和53年）頃は旧尾小屋駅跡の同会保有地で運転も行われたが、その後は40年近く放置され荒廃していた。2014年10月に栃木県那須烏山市の那珂川清流鉄道保存会に譲渡されている。
| 内燃機関車 主要諸元 | 内燃機関車 主要諸元 | 内燃機関車 主要諸元 | 内燃機関車 主要諸元 | 内燃機関車 主要諸元 | 内燃機関車 主要諸元 | 内燃機関車 主要諸元 | 内燃機関車 主要諸元 | 内燃機関車 主要諸元    |
| 車両番号            | 全長                | 全幅                | 全高                | 重量                | 出力                | 出力                | 最高速度            | 補足・備考             |
| 車両番号            | 全長                | 全幅                | 全高                | 重量                | PS                  | kw                  | 最高速度            | 補足・備考             |
| ------------------- | ------------------- | ------------------- | ------------------- | ------------------- | ------------------- | ------------------- | ------------------- | ---------------------- |
| DC121               | 5,790mm             | 2,008mm             | 2,886mm             | 12.0t               | 115PS               | 84.58kw             | 35km/h              | 数値は1969年時点のもの |
| DC122               | 5,840mm             | 2,118mm             | 2,902mm             | 12.0t               | 117PS               | 86.05kw             | 35km/h              | 数値は1969年時点のもの |

### 気動車

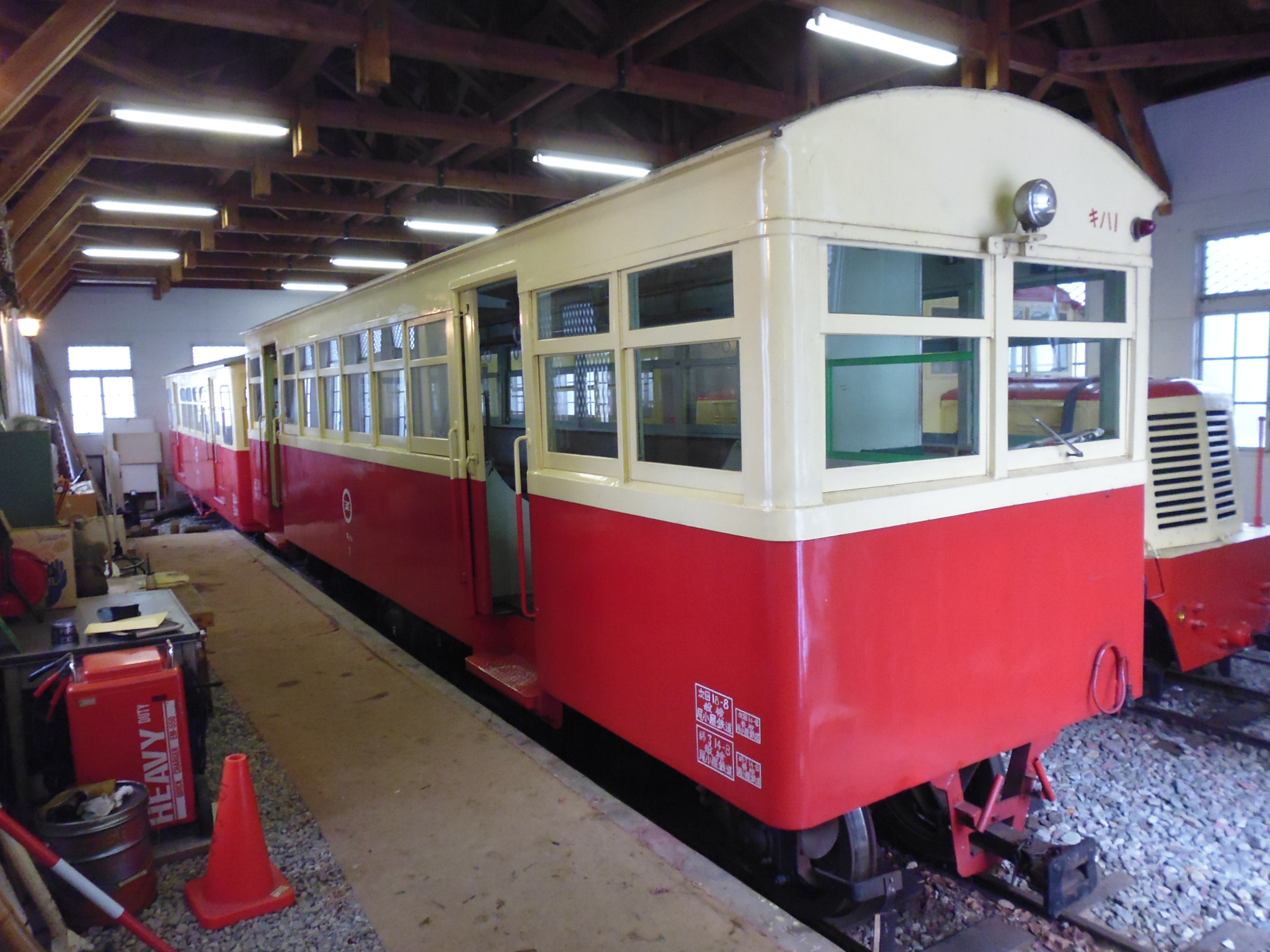
気動車キハ1

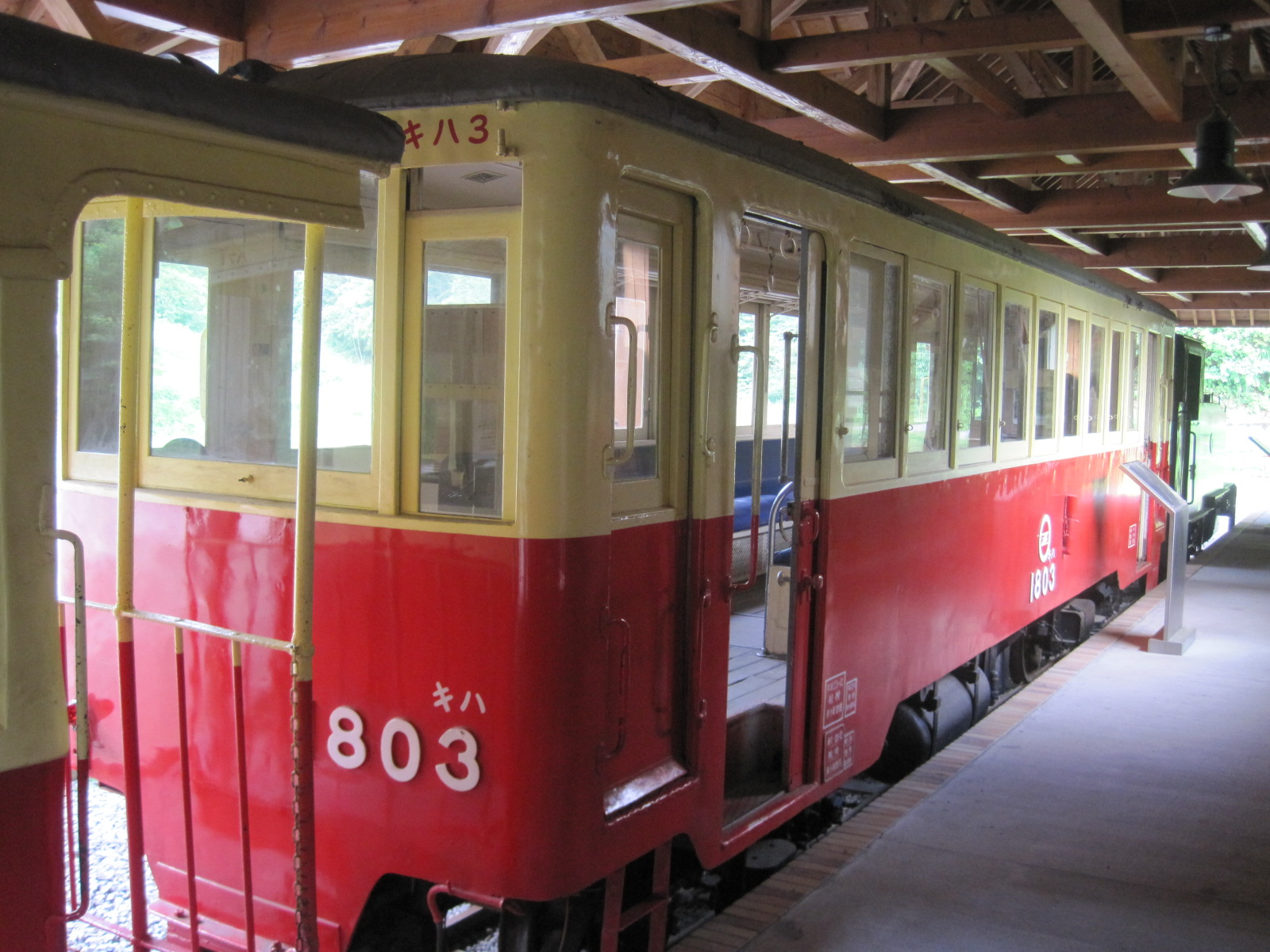
気動車キハ3

キハ1 
1937年3月日本車輌製造本店製のガソリン動車。当初の形式称号はキロ1。ウォーケシャ6MLガソリンエンジンを搭載する機械式ガソリンカーで、動台車の心皿と揺れ枕位置を車両内側に偏奇させて内側の動軸の粘着力を増大させる、偏心台車を装着し、また前後非対称の車体を持つ。1953年にエンジンをセントラルKE5ディーゼルエンジンに換装し、さらにその後民生デイゼル（現：UDトラックス）UD3に再換装した。廃線後はいしかわ子ども交流センター小松館にある「なかよし鉄道」で動態保存されている。なお、保存された後に遭った雪害のため破損した屋根は修復が行われたが、その際に妻板と屋根板の接合部の形状が変更された。また、変速機も本来は機械式変速機を搭載していたが、補修部品の調達が困難になったので液体変速機に換装された。
キハ2
1938年3月日立製作所笠戸工場製の機械式ディーゼル動車。戦前の日本内地向け762mm軌間用気動車では唯一のディーゼル動車であり、また日立製作所が第二次世界大戦前に製造した唯一の内燃動車でもあった。エンジンとして日立430ROを搭載し、前後に荷物台（デッキ）を持つ。戦後、1953年にエンジンを民生デイゼルKD3に換装、併せて台車の心皿間距離を拡大し、さらにその後1957年にエンジンを民生デイゼルUD3に再換装した。廃線後は東京大学鉄道研究会の出身者らでつくる赤門軽便鉄道保存会が譲り受け、尾小屋駅構内で整備保存されていた。しかし、2022年8月の大雨で車輪の半分の高さまで浸水したため、地元団体「NPO法人きたぐに鉄道管理局」の代表理事のもとに一時避難することになり同年10月14日に移設された。赤門軽便鉄道保存会が補修と利活用を検討している。
キハ3 

1954年6月汽車製造会社東京製作所製の機械式ディーゼル動車。汽車製造製としては戦後唯一の私鉄向け762mm軌間用気動車である。エンジンとしていすゞDA45を搭載し、1台車2軸駆動で、第1動軸と第2動軸はチェーンで結ばれている。前身は遠州鉄道奥山線のキハ1803で、1964年11月1日の同線廃止後譲受し、塗装を変更の上で切抜文字の車番の上3桁に当たる「180」の部分を塗りつぶし、そのすぐ上に「キハ」の文字を書き込んだ。またヘッドライトを自動車用の小型の物に換装、連結器も奥山線時代の自動連結器から朝顔形連結器に換装した。尾小屋での竣工後しばらくはDA45搭載のままで使用されていたが、これも床中央部を大きく持ち上げて民生デイゼルUD3に機関を換装している。これに伴い、前面下部両側にあったラジエーターを床下のエンジンの隣に移設している。廃線後は石川県立尾小屋鉱山資料館改め小松市立ポッポ汽車展示館で動態保存されており、車番は片側の前面と側面のみ遠鉄時代の1803に戻されている。2012年には、遠州鉄道発足70周年記念事業として2年間限定で塗装を奥山線時代のマルーン1色に変更しており、前面はヘッドライトを大型の物に交換し自動連結器の解放てこやラジエーターのグリルを復元。車内も塗装を晩年のクリーム色から奥山線時代の青緑色に変更、青いビニールの座席モケットを外し奥山線時代の緑のビロード地のモケットに復元した。2015年には再度塗装が変更され、屋根上のベンチレーターやヘッドライトステーは残し、運転台上の「キハ3」の表記がない1970年ごろの状態を再現している。この塗装も1年間限定で、その後はベンチレーターやヘッドライトステーを撤去して尾小屋鉄道時代末期の姿へ復元する予定である。
| 気動車 主要諸元 | 気動車 主要諸元 | 気動車 主要諸元 | 気動車 主要諸元 | 気動車 主要諸元 | 気動車 主要諸元 | 気動車 主要諸元 | 気動車 主要諸元 | 気動車 主要諸元 | 気動車 主要諸元 | 気動車 主要諸元        |
| 車両番号        | 全長            | 全幅            | 全高            | 重量            | 定員            | 定員            | 出力            | 出力            | 最高速度        | 補足・備考             |
| 車両番号        | 全長            | 全幅            | 全高            | 重量            | 着席            | 合計            | PS              | kw              | 最高速度        | 補足・備考             |
| --------------- | --------------- | --------------- | --------------- | --------------- | --------------- | --------------- | --------------- | --------------- | --------------- | ---------------------- |
| キハ1           | 9,240mm         | 2,120mm         | 3,047mm         | 10.3t           | 24人            | 50人            | 71PS            | 52.22kw         | 51.0km/h        | 数値は1967年時点のもの |
| キハ2           | 10,700mm        | 2,120mm         | 3,100mm         | 11.8t           | 21人            | 52人            | 71PS            | 52.22kw         | 44.7km/h        | 数値は1967年時点のもの |
| キハ3           | 10,590mm        | 2,100mm         | 3,185mm         | 11.0t           | 24人            | 60人            | 71PS            | 52.22kw         | ？              | 数値は1967年時点のもの |

### 客車

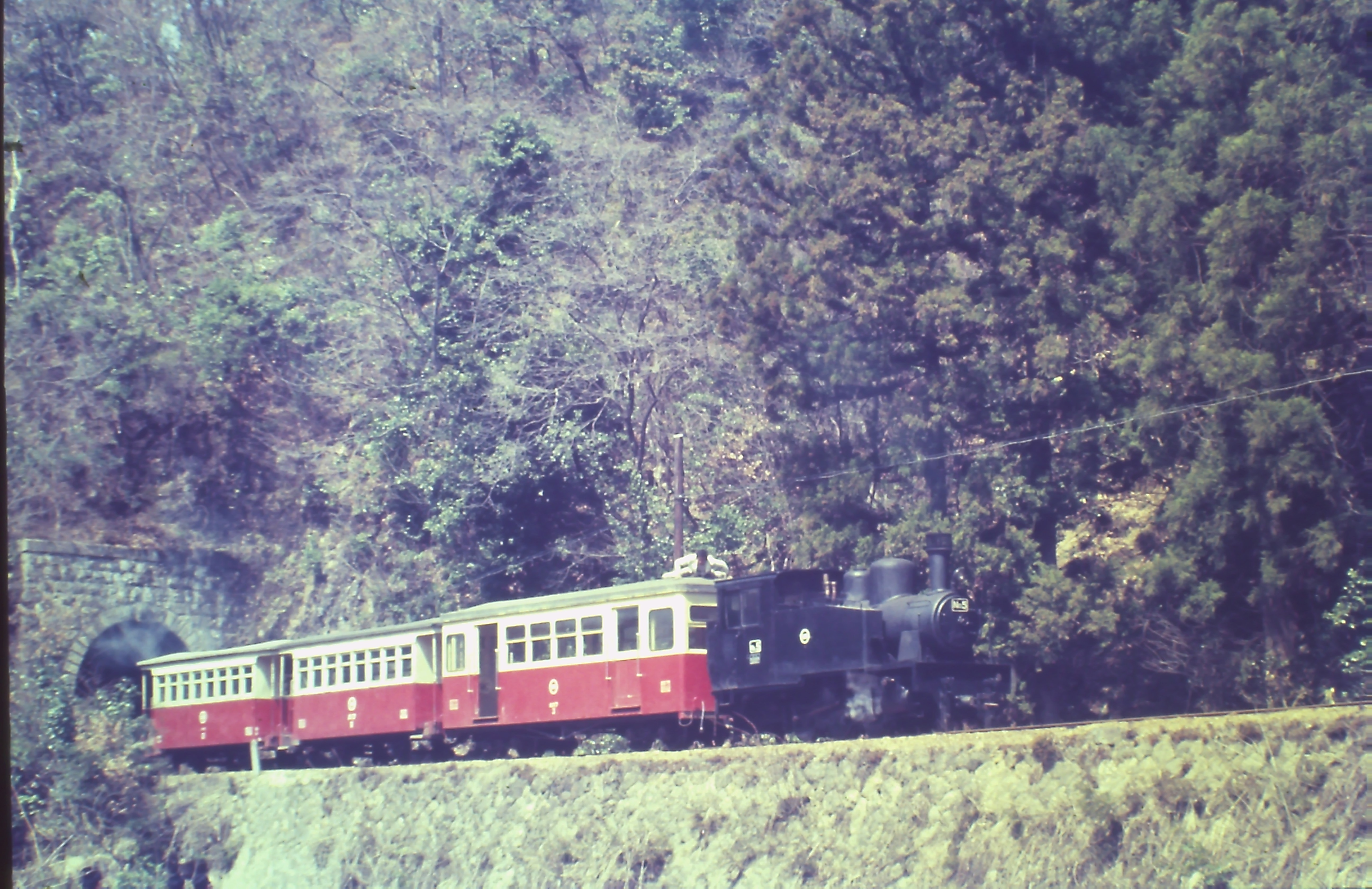
尾小屋鉄道の客車列車

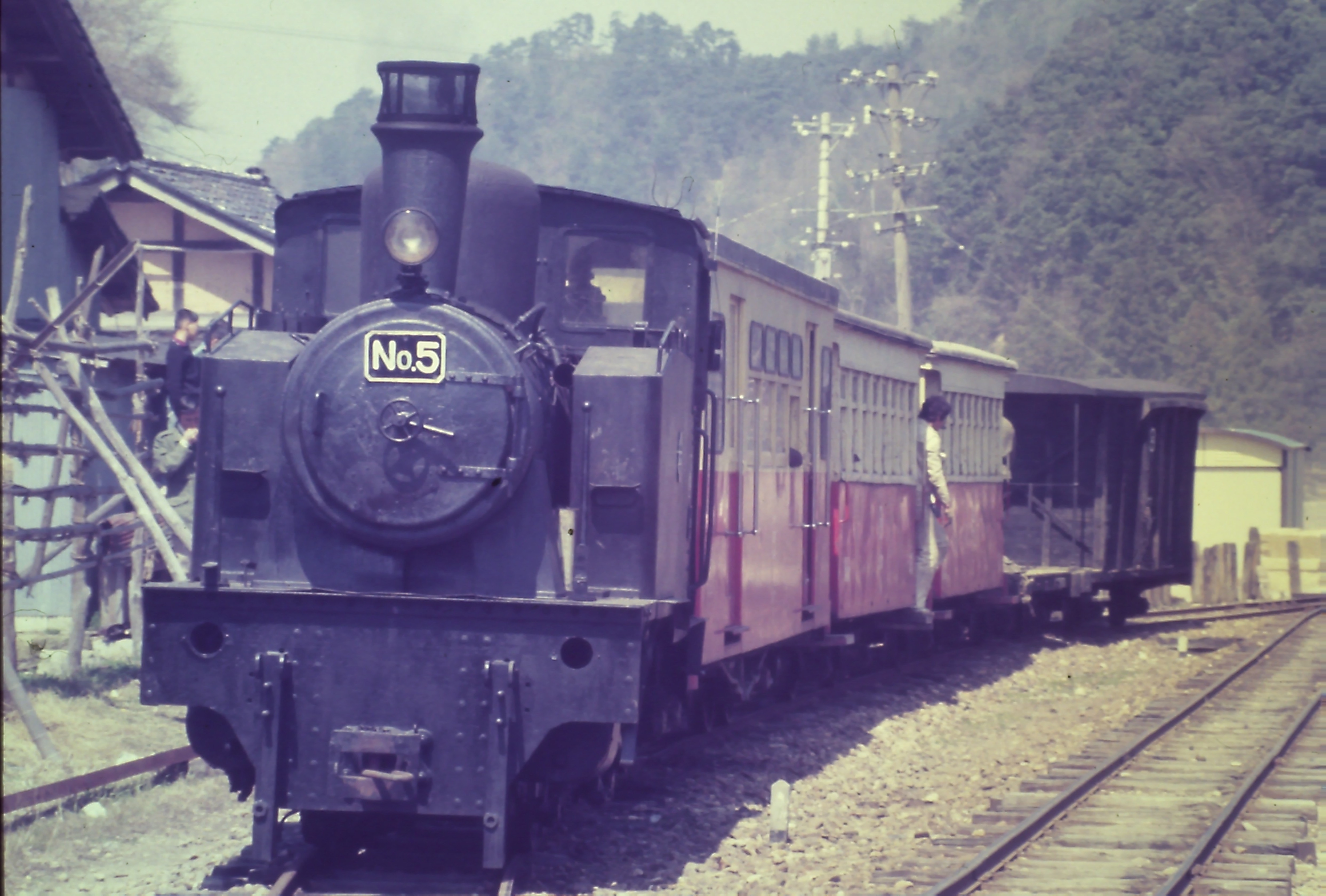
尾小屋鉄道の客車列車

ハフ1型
1918年名古屋電車製作所製の木造2軸客車。ハフ1 - 3の3両が在籍していたが、ハフ3は1967年に車軸が折れたため先行して廃車された。廃線まで残存したハフ1は廃線後も石川県立尾小屋鉱山資料館で保存されている。
ホハフ1型ホハフ1
1912年日本車輌製造本店製の木造ボギー客車。前身は三重交通サ331←三重鉄道ホハ7←三重鉄道ホハ1。デッキつきモニタルーフの古典的客車であった。側板に鋼板を打ち付けてニセスチール車として使用されていたが、廃線前に解体された模様。

ホハフ1型ホハフ2
1913年名古屋電車製作所製の木造ボギー客車。前身は三重交通サ342←三重鉄道ホハ6←四日市鉄道ホハ6。デッキつきシングルルーフ車。老朽化により、ガソリンをかけて燃やすという乱暴な方法で処分された。
ホハフ1型ホハフ3
1921年梅鉢鉄工所製の木造ボギー客車。前身は三重交通サ321←三重鉄道ホハ12←中勢鉄道ハニ2←中勢鉄道ボコ2。前後非対象の特徴的な車体を持っていた。外板に鉄板を打ち付けた際に妻面が平妻化されていたが、その後車体更新を受け、最後まで多用された。廃線後はいしかわ子ども交流センター小松館にある「なかよし鉄道」で動態保存されている。
ホハフ1型ホハフ5
1921年梅鉢鉄工所製の木造ボギー客車。前身は三重交通サ322←三重鉄道ホハ13←中勢鉄道ハニ3←中勢鉄道ボコ3。元々はホハフ3と同型車であり、同様に前後非対称の特徴的な車体を持っていたが、こちらは妻面が緩く曲面を描いており、原形を保っていた。
ホハフ1型ホハフ6
1913年名古屋電車製作所製の木造ボギー客車。前身は三重交通サ352←三重鉄道ホハ2←四日市鉄道ホハ2。
ホハフ1型ホハフ7
1925年日本車輌製造本店製の木造ボギー客車。前身は三重交通サニ403←北勢電気鉄道ハフ11←北勢鉄道ハフ11。オリジナルは2tの荷物室を持つ合造車で、その後車体更新を受け、最後まで多用された。気動車キハ2と同じく廃線後は東京大学鉄道研究会の出身者らでつくる赤門軽便鉄道保存会が譲り受け、尾小屋駅構内で整備保存されていた。しかし、2022年8月の大雨で車輪の半分の高さまで浸水したため、地元団体「NPO法人きたぐに鉄道管理局」の代表理事のもとに一時避難することになり同年10月14日に移設された。赤門軽便鉄道保存会が補修と利活用を検討している。
ホハフ1型ホハフ8
1924年日本車輌製造本店製の木造ボギー客車。前身は三重交通サニ401←北勢電気鉄道ハフ9←北勢鉄道ハフ9。オリジナルはホハフ7と同型で、その後車体更新を受け、最後まで多用された。廃線後はいしかわ子ども交流センター小松館にある「なかよし鉄道」で動態保存されている。
| 客車 主要諸元 | 客車 主要諸元 | 客車 主要諸元 | 客車 主要諸元 | 客車 主要諸元 | 客車 主要諸元 | 客車 主要諸元 | 客車 主要諸元                 |
| 車両番号      | 全長          | 全幅          | 全高          | 重量          | 定員          | 定員          | 補足・備考                    |
| 車両番号      | 全長          | 全幅          | 全高          | 重量          | 着席          | 合計          | 補足・備考                    |
| ------------- | ------------- | ------------- | ------------- | ------------- | ------------- | ------------- | ----------------------------- |
| ハフ1         | 6,908mm       | 2,032mm       | 3,073mm       | 3.6t          | 22人          | 35人          | 数値は1967年時点のもの        |
| ハフ2         | 6,908mm       | 2,032mm       | 3,073mm       | 3.6t          | 22人          | 35人          | 数値は1967年時点のもの        |
| ハフ3         | 6,908mm       | 2,032mm       | 3,073mm       | 3.6t          | 22人          | 35人          | 数値は1967年時点のもの        |
| ホハフ1       | 8,890mm       | 1,956mm       | 2,819mm       | 3.8t          | 24人          | 40人          | 数値は1967年時点のもの        |
| ホハフ2       | 8,890mm       | 1,956mm       | 2,816mm       | 4.8t          | 30人          | 45人          | 数値は1967年時点のもの        |
| ホハフ3       | 8,660mm       | 2,180mm       | 2,979mm       | 5.5t          | 28人          | 54人          | 数値は1967年時点のもの        |
| ホハフ5       | 8,787mm       | 2,108mm       | 2,976mm       | 5.6t          | 30人          | 54人          | 数値は1967年時点のもの        |
| ホハフ6       | 8,891mm       | 1,956mm       | 2,851mm       | 3.9t          | 20人          | 50人          | 数値は1967年時点のもの        |
| ホハフ7       | 9,068mm       | 2,128mm       | 3,118mm       | 5.8t          | 24人          | 38人          | 荷重2t 数値は1967年時点のもの |
| ホハフ8       | 9,068mm       | 2,128mm       | 3,118mm       | 5.8t          | 24人          | 38人          | 荷重2t 数値は1967年時点のもの |

### 貨車・事業用車両
ト型
2軸の無蓋貨車。トフ1 - 3・ツ1 - 9・ト8 - 9・ト10 - 19・ト20 - 22のグループに分かれ、このうちト10 - 19は魚沼鉄道からの譲受車、ト20 - 22は自社工場製であった。
ワフ型
2軸の有蓋貨車。ワフ1 - 5があった。ワフ1は第二次世界大戦後、代用客車のハフ4として改造され、1962年まで使われた。
タボ1200
ボギーの長物車で車籍はなかった。
ロータリー車
自社製造の除雪車。こちらも保線機械扱いで車籍はなかった。

### 車両数の推移
| 年度      | 機関車 | 機関車 | 内燃動車 | 客車 | 貨車 | 貨車 |
| 年度      | 蒸気   | 内燃   | 内燃動車 | 客車 | 有蓋 | 無蓋 |
| --------- | ------ | ------ | -------- | ---- | ---- | ---- |
| 1920-1924 | 2      |        |          | 3    | 5    | 12   |
| 1925-1934 | 2      |        |          | 3    | 5    | 22   |
| 1935      | 3      |        |          | 3    | 5    | 22   |
| 1936      | 3      |        |          | 3    | 5    | 22   |
| 1937      | 3      |        | 1        | 3    | 5    | 22   |
| 1946      | 3      |        | 2        | 3    | 5    | 22   |
| 1950      | 4      |        | 2        | 4    | 5    | 19   |
| 1953      | 3      |        | 2        | 4    | 5    | 19   |
| 1957      | 1      | 1      | 2        | 7    | 4    | 22   |
| 1960      | 1      | 2      | 3        | 9    | 2    | 3    |

- 鉄道統計資料、鉄道統計各年度版、高井薫平『軽便追想』ネコパブリッシング、1997年、213頁

## 動態保存・その他
以下の施設は全て、石川県小松市に所在。
- 符津町・いしかわ子ども交流センター小松館に併設して「なかよし鉄道」と名づけられた総延長473mの保存鉄道（水曜日・土曜日・日曜日・祝日運転）が設けられており、尾小屋鉄道の車輌4輌が動態保存されている（キハ1・DC121・ホハフ3・ホハフ8）。
- 尾小屋町・石川県立尾小屋鉱山資料館に併設された「小松市立ポッポ汽車展示館」では、尾小屋鉄道の車輌3輌が静態保存されている（5号機関車・キハ3・ハフ1）。なお、キハ3は2004年にエンジンを修復し、走行も可能な状態に維持されている。
- 月津町・月津郵便局の風景印（消印）には、キハ1が描かれている[45]。
- 映画『男はつらいよ 柴又慕情』（1972年）の冒頭で、主人公の車寅次郎が列車を待つ駅として営業当時の金平駅が登場している[46]。気動車キハ2に牛乳缶を積み込む様子が描かれている。
- テレビドラマ『キイハンター』（東映、TBS制作）の第161話（1971年5月1日放送）『荒野の列車大襲撃作戦』と第162話（1971年5月8日放送）『蒸気機関車大渓谷の決戦』の2話分は尾小屋鉄道でロケが行われ、2代目5号機関車の牽引する客車列車をゆっくり走らせて撮影が行われた[47]。